# صامت (فلم)
صامت (بالكورية: 도가니) هو فيلم دراما جريمة كوري جنوبي، من إخراج هوانغ دونغ هيوك وبطولة غونغ يو وجونغ يو مي. عُرض الفيلم في 22 سبتمبر 2011 وحقق إيرادات وصلت لـ 30 مليون دولار. يستند الفيلم إلى أحداث حقيقية وقعت في مدرسة غوانغجو إينهوا للصم، حيث وقع طلاب صم صغار ضحايا لاعتداءات جنسية متكررة من قبل أعضاء هيئة التدريس على مدى خمس سنوات في أوائل الألفية الثانية.
أثار الفيلم، الذي يصوّر الجرائم وإجراءات المحكمة التي أفلت منها المعلمون بعقوبة ضئيلة، غضبًا جماهيريًا عند عرضه في سبتمبر/أيلول 2011، ما أدى في النهاية إلى إعادة فتح التحقيقات في الحوادث. وبعد أن شاهد الفيلم أكثر من 4 ملايين شخص في كوريا، وصلت المطالبة بالإصلاح التشريعي إلى الجمعية الوطنية لكوريا الجنوبية، حيث أُقرّ مشروع قانون منقّح، أُطلق عليه اسم «مشروع قانون دوغاني»، في أواخر أكتوبر/تشرين الأول 2011 لإلغاء قانون التقادم للجرائم الجنسية ضد القاصرين وذوي الإعاقة.

## روابط خارجية
- صامت على موقع IMDb (الإنجليزية)
- صامت على موقع نتفليكس (الإنجليزية)
- صامت على موقع ألو سيني (الفرنسية)
- صامت على موقع أول موفي (الإنجليزية)
- صامت على موقع فيلمافينيتي (الإسبانية)
- صامت على موقع قاعدة بيانات الفيلم (الإنجليزية)
- صامت على موقع ليتربوكسد (الإنجليزية)
- صامت على موقع كينوبويسك (الروسية)